# NFPA 704
| NFPA 704                          | NFPA 704         |
| --------------------------------- | ---------------- |
| 1 2                               |                  |
| Brandkvadrat för natriumborhydrid | Tom brandkvadrat |

NFPA 704: Standard System for the Identification of the Hazards of Materials for Emergency Response (ofta förkortat NFPA 704) är en standard som upprätthålls av USA-baserade National Fire Protection Association. Från att först ”preliminärt antagits som en guide” 1960, och reviderats ett flertal gånger sedan dess, definierar den brandkvadraten eller farokvadraten, som används av utryckningspersonal för att snabbt och enkelt kunna identifiera risker med farliga ämnen. Detta bidrar till att avgöra om någon särskild utrustning bör användas, vilka procedurer som bör följas, eller om några försiktighetsåtgärder bör vidtagas under det inledande skedet av en räddningsinsats.

## Koder
Farodiamanten utgörs av en kvadrat uppdelad i fyra delar, som har färgerna blå, röd, gul respektive vit. Blått indikerar nivån av hälsofara, rött indikerar brandfara, gult indikerar kemisk reaktivitet och den vita delen utgörs av koder för särskilda risker. På var och en av delarna som indikerar hälsofara, brandfara och reaktivitet anges ett heltal i intervallet 0–4, där 0 innebär ”ingen risk” och 4 innebär ”allvarlig risk”. De numeriska värdena betecknas i standarden "Degree of Hazard" med arabiska siffror (1, 2, 3, 4), och skall inte förväxlas med andra klassifikationssystem, såsom NFPA 30 Flammable och Combustible Liquids Code, där brandfarliga och brännbara flytande kategorier betecknas med "klass", som använder sig av romerska siffror (I, II, III).

## Färger

### Blå – hälsa
| Hälsa (blå) | Hälsa (blå)                                                                                         | Hälsa (blå)  |
| ----------- | --------------------------------------------------------------------------------------------------- | ------------ |
| Symbol      | Betydelse                                                                                           | Exempel      |
| 0           | Ingen skaderisk.                                                                                    | Jordnötsolja |
| 1           | Långvarig närkontakt kan skapa irritation med mindre, tillfälliga skador.                           | Terpentin    |
| 2           | Kortvarig närkontakt och/eller inandning kan skapa tillfällig skada eller mindre skada.             | Ammoniak     |
| 3           | Kortvarig närkontakt och/eller inandning kan skapa allvarliga tillfälliga eller permanenta skador.  | Klor         |
| 4           | Kortvarig närkontakt och/eller inandning kan skapa permanenta allvarliga skador eller vara dödande. | Vätecyanid   |

### Röd – eldfarlighet
| Eldfarlighet (röd) | Eldfarlighet (röd) | Eldfarlighet (röd) |
| ------------------ | --- | ------------------ |
| Symbol             | Betydelse | Exempel            |
| 0                  | Ämne som inte kan brinna. | Vatten             |
| 1                  | Ämne som måste bli mycket uppvärmt för att brinna. Flampunkt över 93 °C.                                                                                   | Rapsolja           |
| 2                  | Ämne som måste bli ordentligt uppvärmt för att brinna eller hållas över öppen eld. Flampunkt mellan 38 °C och 93 °C.                                       | Dieselolja         |
| 3                  | Vätskor och fasta material som kan antändas vid rumstemperatur. Flampunkt mellan 23 °C och 38 °C.                                                          | 1-Butanol          |
| 4                  | Ämne som helt eller delvis kommer att förångas vid normal temperatur och atmosfärstryck eller som i kontakt med luft självantänder. Flampunkt under 23 °C. | Propan             |

### Gul – instabilitet/reaktivitet
| Instabilitet/Reaktivitet (gul) | Instabilitet/Reaktivitet (gul) | Instabilitet/Reaktivitet (gul) |
| ------------------------------ | --- | ------------------------------ |
| Symbol                         | Betydelse | Exempel                        |
| 0                              | Ämne som vanligtvis är stabilt, även när det utsätts för brand, och inte reagerar med vatten. | Flytande kväve                 |
| 1                              | Ämne som vanligtvis är stabilt, men som kan bli instabilt vid förhöjd temperatur eller tryck. | Fosfor                         |
| 2                              | Ämne som reagerar våldsamt vid förhöjd temperatur eller tryck, reagerar våldsamt med vatten, eller kan bilda explosiva blandningar med vatten.                                                                      | Kalcium                        |
| 3                              | Ämne som kan detonera eller deflagrera, men behöver en kraftig impuls, måste upphettas i ett stängt utrymme för att detonera eller deflagrera, reagerar explosivt med vatten, eller detonerar vid våldsamma stötar. | Fluor                          |
| 4                              | Ämne som lätt kan detonera eller deflagrera vid standardtryck och -temperatur (STP). | Trotyl (TNT) och Nitroglycerin |

### Vit – särskilda risker
| Särskilda risker (vit) | Särskilda risker (vit)                                                                           | Särskilda risker (vit) | Särskilda risker (vit) |
| ---------------------- | ------------------------------------------------------------------------------------------------ | ---------------------- | ---------------------- |
| Symbol                 | Betydelse                                                                                        | EU-analog              | Exempel                |
| (tom)                  | Vatten kan användas som släckningsmedel.                                                         | –                      | Trä                    |
| ￦                     | Reagerar med vatten på ett ovanligt eller farligt sätt – använd inte vatten som släckningsmedel. | Klass 4.3              | Magnesium              |
| OX                     | Brandfarligt (oxiderande)                                                                        | Klass 5.1              | Ammoniumnitrat         |
| ACID                   | Syra                                                                                             | Klass 8                | Saltsyra               |
| ALK                    | Alkali                                                                                           | Klass 8                | Kalium                 |
| COR                    | Frätande                                                                                         | Klass 8                | Svavelsyra             |
| BIO                    | Biologiskt farligt (smittsamt)                                                                   | Klass 6.2              | Virus                  |
|                        | Radioaktivt                                                                                      | Klass 7                | Plutonium              |